# أدريانا أستي
أدريانا أستي (بالإيطالية: Adriana Asti) هي ممثلة إيطالية، ولدت في 30 أبريل 1931 في إيطاليا.

## أعمال

### أفلام
- (1961) أكاتوني
- (1973) لودويغ
- (1975) زورو
- (1979) كاليغولا

## وصلات خارجية
- أدريانا أستي على موقع IMDb (الإنجليزية)
- أدريانا أستي على موقع قاعدة بيانات الأفلام العربية
- أدريانا أستي على موقع ألو سيني (الفرنسية)
- أدريانا أستي على موقع تيرنر كلاسيك موفيز (الإنجليزية)
- أدريانا أستي على موقع أول موفي (الإنجليزية)
- أدريانا أستي على موقع قاعدة بيانات الأفلام السويدية (السويدية)
- أدريانا أستي على موقع ديسكوغز (الإنجليزية)
- أدريانا أستي على موقع قاعدة بيانات الفيلم (الإنجليزية)
- أدريانا أستي على موقع كينوبويسك (الروسية)